# Чубатый, Демьян Михайлович
Демья́н Миха́йлович Чуба́тый (укр. Дем'ян Михайлович Чубатий; род. 16 марта 2004, Овруч, Житомирская область) — украинский футболист, защитник клуба «Горняк-Спорт».

## Биография
Родился в городе Овруч, Житомирская область. Воспитанник местной ДЮСШ и академии киевского «Динамо».
В июле 2021 года перебрался в юношескую команду «Александрия». В футболке первой команды дебютировал 26 октября 2021 в победном (5:2) выездном поединке 1/8 финала кубка Украины против харьковского «Металлиста 1925». Демьян вышел на поле на 80-й минуте, заменив малийца Бурама Фомба.

## Достижения
«Александрия»
- Серебряный призёр чемпионата Украины: 2024/25